# Ophthalmemeopedus macrophthalmus
Ophthalmemeopedus macrophthalmus là một loài bọ cánh cứng trong họ Cerambycidae.